# Polska na Mistrzostwach Europy juniorów w lekkoatletyce
Polska na mistrzostwach Europy juniorów w lekkoatletyce – reprezentacja Polski występuje w czempionacie Starego Kontynentu dla zawodników do lat 19 od jego pierwszej edycji, która odbyła się w 1964 roku w Warszawie.

W ciągu 3 edycji Europejskich Igrzysk Juniorów oraz 28 edycji mistrzostw Europy juniorów do lat 19 Polacy zdobyli w sumie 219 medali – 63 złotych, 73 srebrnych i 83 brązowych.

## Podsumowanie startów
| Europejskie Igrzyska Juniorów | Złoto | Srebro | Brąz | Razem |
| Warszawa 1964                 | 9     | 8      | 3    | 20    |
| Odessa 1966                   | 0     | 2      | 6    | 8     |
| Lipsk 1968                    | 1     | 1      | 7    | 9     |
| Mistrzostwa Europy            | Złoto | Srebro | Brąz | Razem |
| Paryż 1970                    | 4     | 3      | 1    | 8     |
| Duisburg 1973                 | 1     | 1      | 6    | 8     |
| Ateny 1975                    | 3     | 1      | 2    | 6     |
| Donieck 1977                  | 1     | 1      | 3    | 5     |
| Bydgoszcz 1979                | 1     | 0      | 2    | 3     |
| Utrecht 1981                  | 1     | 1      | 0    | 2     |
| Schwechat 1983                | 0     | 2      | 2    | 4     |
| Chociebuż 1985                | 0     | 1      | 2    | 3     |
| Birmingham 1987               | 1     | 5      | 1    | 7     |
| Varaždin 1989                 | 2     | 1      | 0    | 3     |
| Saloniki 1991                 | 0     | 2      | 0    | 2     |
| San Sebastián 1993            | 2     | 0      | 2    | 4     |
| Nyíregyháza 1995              | 3     | 1      | 5    | 9     |
| Lublana 1997                  | 4     | 4      | 1    | 9     |
| Ryga 1999                     | 2     | 5      | 3    | 10    |
| Grosseto 2001                 | 5     | 1      | 3    | 9     |
| Tampere 2003                  | 2     | 1      | 2    | 5     |
| Kowno 2005                    | 3     | 2      | 4    | 8     |
| Hengelo 2007                  | 1     | 1      | 4    | 6     |
| Nowy Sad 2009                 | 0     | 4      | 3    | 8     |
| Tallinn 2011                  | 1     | 5      | 2    | 8     |
| Rieti 2013                    | 3     | 4      | 1    | 8     |
| Eskilstuna 2015               | 4     | 3      | 4    | 11    |
| Grosseto 2017                 | 2     | 4      | 3    | 9     |
| Borås 2019                    | 1     | 3      | 2    | 6     |
| Tallinn 2021                  | 3     | 3      | 2    | 8     |
| Jerozolima 2023               | 2     | 2      | 1    | 5     |
| Tampere 2025                  | 1     | 1      | 6    | 8     |

## Polscy medaliści mistrzostw Europy juniorów

### Złoci medaliści
1964 – Włodzimierz Martinek – bieg na 400 metrów przez płotki; Bogusław Pelc, Tadeusz Jaworski, Wojciech Kinowski, Tadeusz Cuch – sztafeta 4 x 100 m; Jan Kobuszewski – skok w dal; Witold Krupiński – rzut oszczepem; Ewa Kołubowska – bieg na 100 m; Irena Kirszenstein – bieg na 200 m; Elżbieta Bednarek – bieg na 80 m przez płotki; Jadwiga Dudek, Irena Woldańska, Elżbieta Bednarek, Irena Kirszenstein – sztafeta 4 x 100 m; Irena Kirszenstein – skok w dal;
1968 – Andrzej Szajda – rzut oszczepem;
1970 – Bronisław Malinowski – bieg na 2000 m z przeszkodami; Helena Kerner – bieg na 100 m; Grażyna Rabsztyn – bieg na 100 m przez płotki; Aniela Szubert, Elżbieta Nowak, Urszula Soszka, Helena Kerner – sztafeta 4 x 100 m;
1973 – Jerzy Pietrzyk – bieg na 400 m przez płotki;
1975 – Henryk Galant – bieg na 400 m; Jacek Wszoła – skok wzwyż; Leszek Dunecki – skok w dal; Leonita Blodniece – rzut oszczepem;
1977 – Stanisław Jaskuła – skok w dal;
1979 – Andrzej Klimaszewski – skok w dal;
1981 – Krzysztof Krawczyk – skok wzwyż;
1987 – Artur Partyka – skok wzwyż;
1989 – Marek Zalewski – bieg na 200 m; Piotr Cywiński, Sławomir Kusiowski, Marek Zalewski, Robert Maćkowiak – sztafeta 4 x 100 m;
1993 – Andrzej Zahorski – bieg na 800 m; Adam Dobrzyński – bieg na 3000 m z przeszkodami;
1995 – Andrzej Krawczyk – rzut dyskiem; Szymon Ziółkowski – rzut młotem; Lidia Chojecka – bieg na 1500 m;
1997 – Tomasz Ścigaczewski – bieg na 110 m przez płotki; Maciej Pałyszko – rzut młotem; Adrian Markowski – rzut oszczepem; Kamila Skolimowska – rzut młotem;
1999 – Jakub Czaja – bieg na 3000 m z przeszkodami; Wioletta Potępa – rzut dyskiem;
2001 – Radosław Popławski – bieg na 3000 m z przeszkodami; Marcin Marciniszyn, Michał Matyjaszczyk, Piotr Kędzia, Karol Grzegorczyk – sztafeta 4 x 400 m; Michał Hodun – pchnięcie kulą; Michał Hodun – rzut dyskiem; Zofia Małachowska – bieg na 400 m przez płotki;
2003 – Bartosz Nowicki – bieg na 1500 m; Katarzyna Kita – rzut młotem;
2005 – Marcin Chabowski – bieg na 3000 m z przeszkodami; Iwona Brzezińska – bieg na 100 m; Agnieszka Ceglarek, Marika Popowicz, Marta Jeschke, Iwona Brzezińska – sztafeta 4 x 100 m;
2007 – Artur Noga – bieg na 110 m przez płotki;
2011 – Krzysztof Brzozowski – pchnięcie kulą;
2013 – Tomasz Mudlaff, Jacek Kabaciński, Hubert Kalandyk, Adam Jabłoński – sztafeta 4 x 100 m; Patrycja Wyciszkiewicz – bieg na 400 m; Małgorzata Curyło, Martyna Dąbrowska, Adrianna Janowicz, Patrycja Wyciszkiewicz;
2015 – Konrad Bukowiecki – pchnięcie kulą; Bartłomiej Stój – rzut dyskiem; Ewa Swoboda – bieg na 100 m; Maria Andrejczyk – rzut oszczepem;
2017 – Oskar Stachnik – rzut dyskiem; Cyprian Mrzygłód – rzut oszczepem;
2019 – Zofia Dudek – bieg na 3000 m;
2021 – Krzysztof Różnicki – bieg na 800 m; Dawid Piłat – rzut młotem; Kornelia Lesiewicz – bieg na 400 m;
2023 – Marek Zakrzewski – bieg na 100 m; Marek Zakrzewski – bieg na 200 m;
2025 – Hubert Trościanka – dziesięciobój;
Srebrni medaliści
1964 – Tadeusz Jaworski – bieg na 200 m; Stanisław Grędziński – bieg na 400 m; Włodzimierz Martinek – bieg na 110 m przez płotki; Stanisław Grędziński – bieg na 400 m przez płotki; Waldemar Korycki, Włodzimierz Martinek, Tadeusz Jaworski, Tadeusz Cuch – sztafeta szwedzka; Eugeniusz Miklas – skok o tyczce; Jarosław Grabowski – pchnięcie kulą; Jarosław Grabowski – rzut dyskiem; 
1966 – Waldemar Pyrzyński, Wiesław Stryczek, Stanisław Waśkiewicz, Jan Bałachowski – sztafeta 4 x 400 m; Teresa Sukniewicz – bieg na 80 m przez płotki;
1968 – Cecylia Bajer – rzut oszczepem;
1970 – Mirosław Wodzyński – bieg na 110 m przez płotki; Bożena Zientarska – bieg na 400 m przez płotki; Aniela Szubert, Krystyna Lach, Danuta Gąska, Bożena Zientarska – sztafeta 4 x 400 m;
1973 – Zdzisław Sobieraj, Janusz Wysocki, Krzysztof Kołodziej, Jerzy Pietrzyk – sztafeta 4 x 400 m;
1975 – Elżbieta Stachurska, Barbara Mika, Zofia Filip, Ewa Witkowska – sztafeta 4 x 100 m;
1977 – Stefan Piecyk – bieg na 400 m przez płotki;
1981 – Anna Rybicka – bieg na 800 m;
1983 – Piotr Piekarski – bieg na 800 m; Jacek Herok – chód na 10 000 m;
1985 – Jacek Marlicki, Andrzej Popa, Jacek Konopka, Marek Parjaszewski – sztafeta 4 x 100 m;
1987 – Andrzej Popa – bieg na 100 m; Andrzej Popa – bieg na 200 m; Tomasz Jędrusik – bieg na 400 m; Mariusz Rządziński, Wojciech Lach, Dariusz Rychter, Tomasz Jędrusik – sztafeta 4 x 400 m; Małgorzata Kiełczewska – rzut oszczepem;
1989 – Marek Zalewski – bieg na 100 m;
1991 – Dariusz Zielenkiewicz, Tomasz Czubak, Artur Gąsiewski, Paweł Januszewski – sztafeta 4 x 400 m; Grzegorz Muller – chód na 10 000 m;
1995 – Jacek Bocian – bieg na 400 m;
1997 – Piotr Berestiuk – bieg na 200 m; Robert Neryng – bieg na 800 m; Aleksandra Dereń – bieg na 800 m; Małgorzata Bury – bieg na 1500 m;
1999 – Filip Walotka – bieg na 400 m; Mariusz Latkowski, Łukasz Chyła, Marcin Jędrusiński, Przemysław Rogowski – sztafeta 4 x 100 m; Tomasz Smolarczyk, Bartosz Ozdarski, Rafał Wieruszewski, Filip Walotka – sztafeta 4 x 400 m; Tomasz Chrzanowski – pchnięcie kulą; Wojciech Kondratowicz – rzut młotem;
2001 – Tomasz Babiszkiewicz – bieg na 1500 m;
2003 – Łukasz Pryga, Karol Grzegorczyk, Rafał Błocian, Piotr Kędzia – sztafeta 4 x 400 m;
2005 – Mikołaj Lewański, Dariusz Kuć, Radosław Drapała, Karol Sienkiewicz – sztafeta 4 x 100 m; Wojciech Theiner – skok wzwyż;
2007 – Marcin Kłaczański – bieg na 400 m;
2009 – Andrzej Jaros – bieg na 400 m; Łukasz Masłowski – skok w dal; Ewelina Skoczylas, Małgorzata Kołdej, Ewa Zarębska, Anna Kiełbasińska – sztafeta 4 x 100 m; Karolina Mor – rzut oszczepem;
2011 – Bartosz Kowalczyk – bieg na 5000 m; Tomasz Jaszczuk – skok w dal; Marcin Krukowski – rzut oszczepem; Patrycja Wyciszkiewicz, Małgorzata Hołub, Justyna Święty, Magdalena Gorzkowska – sztafeta 4 x 400 m; Anna Wloka – pchnięcie kulą;
2013 – Patryk Dobek – bieg na 400 m; Paweł Walczuk, Rafał Smoleń, Łukasz Ozdarski, Patryk Dobek – szafeta 4 x 400 m; Sofia Ennaoui – bieg na 1500 m; Karolina Makul – rzut dyskiem;
2015 – Artur Wasilewski, Przemysław Adamski, Krzysztof Wróbel, Eryk Hampel – sztafeta 4 x 100 m; Dawid Wawrzyniak – skok wzwyż; Weronika Błażek, Zuzanna Kaniecka, Karolina Ciesielska, Ewa Swoboda – sztafeta 4 x 100 m;
2017 – Tymoteusz Zimny – bieg na 400 m; Jakub Andrzejczak – skok w dal; Szymon Mazur – pchnięcie kulą; Karolina Urban – rzut dyskiem;
2019 – Antoni Plichta – bieg na 100 m; Wojciech Marok – pchnięcie kulą; Pia Skrzyszowska – bieg na 100 m przez płotki;
2021 – Kacper Lewalski – bieg na 800 m; Mateusz Kołodziejski – skok wzwyż; Weronika Barcz – bieg na 100 m przez płotki; 
2023 – Zuzanna Wiernicka – bieg na 3000 m; Zuzanna Maślana – pchnięcie kulą;
2025 – Jakub Rodziak – rzut dyskiem;
Brązowi medaliści
1964 – Tadeusz Cuch – bieg na 100 m; Wojciech Chwaluczyk – skok w dal; Wanda Harasimiuk – rzut dyskiem;
1966 – Jan Balachowski – bieg na 400 m; Kazimierz Miranda – bieg na 1500 m z przeszkodami; Tadeusz Rostek, Henryk Ciecióra, Andrzej Nowak, Stanisław Wagner – sztafeta 4 x 100 m; Zygmunt Dobrosz – skok o tyczce; Marcin Święcicki – skok w dal; Ewa Gryziecka – rzut oszczepem;
1968 – Krzysztof Linkowski – bieg na 800 m; Witold Fortuniak, Mirosław Muzolf, Wiktor Godlewski, Bogdan Grzejszczak – sztafeta 4 x 100 m; Jan Pech, Krzysztof Linkowski, Wojciech Brociak, Krzysztof Miros – sztafeta 4 x 400 m; Paweł Iwiński – skok o tyczce; Edmund Berdziński – rzut oszczepem; Ewa Balcerzyk – bieg na 80 m z przeszkodami; Krystyna Mandlecka, Urszula Soszka, Danuta Kopa, Elżbieta Nowak – sztafeta 4 x 400 m;
1970 – Romuald Murawski – skok o tyczce;
1973 – Jerzy Wieczorek – bieg na 100 m; Jerzy Wieczorek – bieg na 200 m; Mieczysław Bręczewski – pchnięcie kulą; Grażyna Siewierska, Genowefa Nowaczyk, Bernarda Zalewska, Barbara Kwietniewska – sztafeta 4 x 400 m; Danuta Cymer – rzut dyskiem; Maria Jabłońska – rzut oszczepem;
1975 – Marian Woronik – bieg na 100 m; Henryk Galant, Wiesław Puchalski, Edward Antczak, Marek Jakubczyk – sztafeta 4 x 400 m; 
1977 – Roman Zwierzchowski – rzut oszczepem; Marek Fostiak, Eugeniusz Krawsz, Marek Radtke, Krzysztof Zwoliński – sztafeta 4 x 100 m; Danuta Bułkowska – skok wzwyż;
1979 – Waldemar Golanko – skok w dal; Ryszard Idziak – rzut dyskiem;
1983 – Sławomir Majusiak – bieg na 3000 m; Ryszard Kolasa – skok o tyczce;
1985 – Piotr Weremczuk – trójskok; Bogdan Patelka – rzut oszczepem; 
1987 – Jarosław Kotewicz – skok wzwyż;
1993 – Marcin Trelka, Przemysław Sznurkowski, Krzysztof Mehlich, Piotr Rysiukiewicz – sztafeta 4 x 400 m; Ewa Rybak – rzut oszczepem;
1995 – Wojciech Kałdowski – bieg na 800 m; Tomasz Ścigaczewski – bieg na 110 m przez płotki; Jacek Bocian, Piotr Haczek, Jacek Lewandowski, Marcin Trelka – sztafeta 4 x 400 m; Paweł Zdrajkowski – trójskok; Magdalena Kamińska, Justyna Dybowska, Anna Głowacka, Aurelia Trywiańska – sztafeta 4 x 100 m;
1997 – Ewa Klarecka, Agnieszka Rysiukiewicz, Monika Giemzo, Anna Pacholak – sztafeta 4 x 100 m;
1999 – Tomasz Mateusiak – skok w dal; Justyna Karolkiewicz – bieg na 400 m; Justyna Karolkiewicz, Aneta Lemiesz, Ilona Szymerska, Żaneta Tomczyk – sztafeta 4 x 400 m;
2001 – Benjamin Kuciński – chód na 10 000 m; Mariusz Latkowski, Marcin Świerszczyński, Krzysztof Koczoń, Paweł Ptak – sztafeta 4 x 100 m; Anna Ksok – skok wzwyż; Katarzyna Klisowska – skok w dal;
2003 – Piotr Kędzia – bieg na 400 m; Ireneusz Sekretarski – bieg na 800 m;
2005 – Adrian Danilewicz – bieg na 1500 m; Andrzej Pasternak – bieg na 3000 m z przeszkodami; Patryk Baranowski, Paweł Dobek, Ziemowit Ryś, Kacper Kozłowski – sztafeta 4 x 400 m; Magdalena Sobieszek – pchnięcie kulą;
2007 – Adam Kszczot – bieg na 800 m; Łukasz Michalski – skok o tyczce; Martyna Książek, Marika Popowicz, Agnieszka Ceglarek, Weronika Wedler – sztafeta 4 x 100 m; Urszula Kuncewicz – rzut oszczepem;
2009 – Łukasz Grzeszczuk – rzut oszczepem; Anna Kiełbasińska – bieg na 200 m; Anna Jagaciak – skok w dal;
2011 – Szymon Kulka – bieg na 10 000 m; Konrad Donczew, Kamil Supiński, Kamil Bijowski, Tomasz Kluczyński – sztafeta 4 x 100 m;
2013 – Andrzej Regin – pchnięcie kulą;
2015 – Mateusz Borkowski – bieg na 800 m; Kamila Przybyła – skok o tyczce; Katarzyna Furmanek – rzut młotem; Aleksandra Ostrowska – rzut oszczepem;
2017 – Mateusz Rzeźniczak, Antoni Walicki, Maciej Hołub, Tymoteusz Zimny – sztafeta 4 x 400 m; Klaudia Siciarz – bieg na 100 m przez płotki; Anna Niedbała – pchnięcie kulą;
2019 – Łukasz Niedziałek – bieg na 10 000 m; Aleksandra Formella, Sara Neumann, Aleksandra Wsołek, Susane Lachele – sztafeta 4 x 400 m;
2021 – Marika Majewska – bieg na 100 m przez płotki; Dorota Puzio, Monika Romaszko, Marta Zimna, Magdalena Niemczyk – sztafeta 4 x 100 m;
2023 – Maksymilian Szwed – bieg na 400 m; 
2025 – Aleksander Wojtasik, Adrian Lepionka, Marcin Tabaka, Sebastian Libura – sztafeta 4 x 100 m; Paweł Pośpiech – skok o tyczce; Jakub Rodziak – pchnięcie kulą; Roch Krukowski – rzut oszczepem; Anastazja Kuś – bieg na 400 m; Małgorzata Pojęta, Wiktoria Gajosz, Oliwia Kasprzak, Jagoda Żukowska – sztafeta 4 x 100 m;